# 小川郷太郎 (外交官)
小川 郷太郎（おがわ ごうたろう、1943年7月1日 - ）は日本の元外交官。イラクやアフガニスタンの復興支援のために尽力した。現在、高校生の留学を支援する財団法人エイ・エフ・エス日本協会の理事長や三井住友海上火災保険の顧問、日本国際フォーラム政策委員を務めている。

## 人物
静岡県静岡市出身。静岡県立静岡高校3年の時に休学し交換留学生としてアメリカニューメキシコ州でホームステイをしながら現地の高校に通った。1968年3月、東京大学法学部を卒業後、外務省に入省。
2006年9月にイラク復興支援等調整担当大使となり、同年10月9日にヌーリ・マリキ首相に訪日の招請を行った。2007年9月イラク復興支援等調整担当を最後に退官したが、その後もイラク復興支援等調整担当大使としてイラク戦争後の経済復興に官民で取り組むイラク経済ミッションの団長としてバグダッドを訪問している。
2009年5月には北方領土3.5島返還に言及した谷内正太郎を批判する産経新聞の広告に賛同人として名前を連ねたことに対して鈴木宗男衆議院議員より質問主意書が提出された。

## 主な経歴
- 1968年4月 外務省入省[3]
- 1969年 フランス語研修（フランス・ボルドー政治学院）
- 1971年 在フランス日本大使館三等書記官
- 1979年 在フィリピン日本大使館一等書記官
- 1981年 OECD代表部一等書記官
- 1985年 経済局国際経済第一課長
- 1986年 欧亜局西欧第一課長
- 1988年7月 在ソビエト連邦日本国大使館参事官
- 1990年11月 在大韓民国日本国大使館公使
- 大臣官房外務参事官兼国際情報局
- 1995年8月 国際協力事業団総務部長
- 1998年4月 ホノルル日本国総領事
- 2000年12月2日[8] 在カンボジア日本国特命全権大使
- 2003年10月10日 在デンマーク日本国特命全権大使、リトアニア大使を兼任
- 2006年9月 特命全権大使（イラク復興支援等調整担当、2007年にはアフガニスタン支援担当大使を兼任）
- 2007年9月 退官
- 2019年 春の叙勲で瑞宝中綬章を受章[9]。

## 柔道との関わり
東京大学在学中は柔道部に所属していた。現在全日本柔道連盟の国際委員を務めている。柔道の普及を通して世界各国との文化交流を推進しているNPO法人「柔道教育ソリダリティー」の理事を務めている。北京オリンピックで日本選手団が惨敗したため、全日本柔道連盟が欧米のJUDOに対応しようと新体制を発表したことに対してメダル至上主義、ガッツポーズや雄叫び、負けた時に礼もせずにうずくまるといった相手選手への礼儀、敬意に欠ける精神的な部分での模範を日本が示すべきであると苦言を呈している。

## 外務省同期
- 赤澤正人（元嘉悦大学長・神田外語大学長）
- 榎泰邦（元駐インド大使・外務省中東アフリカ局長）
- 大島正太郎（元駐韓大使・外務審議官）
- 岡本行夫（元内閣官房参与・内閣総理大臣補佐官）
- 鏡武（中東調査会副理事長・元駐シリア大使）
- 小林秀明（元迎賓館長・東宮侍従長）
- 東郷和彦（元外務省欧亜局長・条約局長）
- 服部則夫（元OECD大使・外務報道官）
- 槙田邦彦（元駐シンガポール大使・外務省アジア大洋州局長）
- 馬渕睦夫（元防衛大学校教授・駐ウクライナ大使）
- 美根慶樹（元日朝国交正常化交渉日本政府代表・防衛庁参事官）

## 著書
- 『世界が終の棲み家 新しい日本のかたち』（文芸社 2008年8月 ISBN 4-286-05063-7）